# زهر (فیلم ۲۰۰۵)
زهر (به انگلیسی: Venom (2005 film)) فیلمی در ژانر ترسناک است که در سال ۲۰۰۵ منتشر شد.

## بازیگران
- اگنس بروکنر
- جاناتان جکسون
- لورا رمزی
- دی. جی. کوترانا
- مگان گود
- بیجو فیلیپس
- متد من
- جیمز پیکنز جونیور
- پاوو شایدا